# Krok Phra (huyện)
Krok Phra (tiếng Thái: โกรกพระ) là một huyện (amphoe) ở tỉnh Nakhon Sawan, phía bắc Thái Lan.

## Lịch sử
Ban đầu, huyện này có tên là Noen Sala. Trụ sở huyện đã được dời đến bờ tây sông Chao Phraya tại Ban Krok Phra vào năm 1899. Tên của huyện đã được đổi tương ứng.

## Địa lý
Các huyện giáp ranh (từ phía bắc theo chiều kim đồng hồ) là Mueang Nakhon Sawan và Phayuha Khiri của tỉnh Nakhon Sawan, và Mueang Uthai Thani, Thap Than và Sawang Arom của tỉnh Uthai Thani.

## Hành chính
Huyện này được chia thành 9 phó huyện (tambon), các đơn vị này lại được chia ra thành 63 làng (muban). Có hai thị trấn (thesaban tambon) - Krok Phra nằm trên một phần của  tambon Krok Phra, và Bang Pra Mung nằm trên toàn bộ tambon Bang Pra Mung. Có 8 Tổ chức hành chính tambon.
| STT | Tên          | Tên tiếng Thái | Số làng | Dân số |  |
| --- | ------------ | -------------- | ------- | ------ |  |
| 1.  | Krok Phra    | โกรกพระ        | 8       | 9.017  |  |
| 2.  | Yang Tan     | ยางตาล         | 8       | 4.124  |  |
| 3.  | Bang Mafo    | บางมะฝ่อ        | 5       | 4.350  |  |
| 4.  | Bang Pramung | บางประมุง       | 8       | 5.217  |  |
| 5.  | Na Klang     | นากลาง         | 8       | 2.996  |  |
| 6.  | Sala Daeng   | ศาลาแดง        | 5       | 2.844  |  |
| 7.  | Noen Kwao    | เนินกว้าว        | 7       | 2.924  |  |
| 8.  | Noen Sala    | เนินศาลา        | 8       | 3.006  |  |
| 9.  | Hat Sung     | หาดสูง          | 6       | 1.985  |  |